# (27057) 1998 SP33
1998 أس بي 33 (ويعرف أيضًا باسم (27057) 1998 أس بي 33 وفق تسمية الكوكب الصغير) (بالإنجليزية: 1998 SP33)‏ هو كويكب ضمن حزام الكويكبات؛ وترتيبه 27057 من حيث الاكتشاف.
اكتُشف هذا الجُرم الفلكي بواسطة بحث لنكولن عن الكويكبات القريبة من الأرض في 26 سبتمبر 1998.

## وصلات خارجية
- (27057) 1998 SP33 في قاعدة بيانات مختبر الدفع النفاث لأجرام النظام الشمسي الصغيرة

- الاكتشاف · مخطط المدار ·  العناصر المدارية · المعلمات المادية

- (27057) 1998 SP33 على موقع ويكي سكاي: DSS2, SDSS, GALEX, IRAS, Hydrogen α, X-Ray, Astrophoto, Sky Map, Articles and images